# Dendrodoris krebsii
Dendrodoris krebsii är en snäckart som först beskrevs av Morch 1863.  Dendrodoris krebsii ingår i släktet Dendrodoris och familjen Dendrodorididae. Inga underarter finns listade i Catalogue of Life.